# Cyriocosmus elegans
Cyriocosmus elegans ist eine Webspinne aus der Familie der Vogelspinnen (Theraphosidae). Die in Mittel- und Südamerika vorkommende Art ist wie die anderen Vogelspinnen der Gattung Cyriocosmus eher klein und zählt zu den kleinsten Vogelspinnen überhaupt.
Die an das optische Erscheinungsbild angelehnten englischen Bezeichnungen der Art lauten Trinidad Dwarf Tiger Tarantula (übersetzt etwa: „Trinidad-Tigerzwergvogelspinne“) und Valentine Tarantula.

## Merkmale
Cyriocosmus elegans besitzt eine Körperlänge von etwa zehn bis fünfzehn Millimetern, wobei das Weibchen wie bei vielen Spinnen meist etwas größer als das Männchen bleibt. Letzteres erreicht eine Körperlänge von zwölf Millimetern. Die Beinspannweite eines ausgewachsenen Weibchens beträgt 25 bis 50 Millimeter. Mit diesen Maßen zählt die Art zu den Zwergvogelspinnen. Unter diesem Begriff werden verschiedene kleine Vogelspinnenarten zusammengefasst, die jedoch meist nicht näher verwandt sind und oft nicht einmal zur selben Unterfamilie gehören.
Das Prosoma (Vorderkörper) besitzt eine kupferfarbene Grundfärbung und vorne ein schwarzes Dreieck, das auch die Cheliceren (Kieferklauen) mit einschließt. Die Beine sind schwarz und zeigen auf der Dorsalseite einen silbernen Farbschimmer. Die Grundfarbe des Opisthosomas (Hinterleib) ist ebenfalls schwarz. Flankiert wird er von kupfernen Streifen und dorsal wird er von einem ebenso kupferfarbenen Herzfleck geziert. Cyriocosmus elegans verfügt über Brennhaare, die bei Gefahr einem Angreifer entgegengeschleudert werden können, und zählt somit zu den bombardierfähigen Vogelspinnen.

### Ähnliche Arten

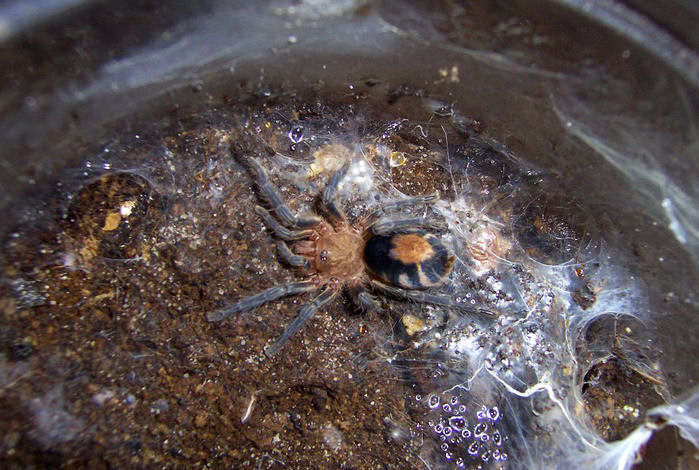
Ein Weibchen der zur gleichen Gattung zählenden Art C. perezmilesi

Cyriocosmus elegans kann mit einigen anderen Arten der Gattung verwechselt werden, bleibt aber grundsätzlich kleiner als die meisten anderen. Das Weibchen von C. elegans ähnelt sehr denen der Arten C. fernandoinew und C. fasciatus, kann aber von diesen durch die Größe und Form des Flecks auf dem Opisthosoma und von weiteren Arten der Gattung zusätzlich durch die vier Streifen an den Flanken des Opisthosomas unterschieden werden. Das Männchen von C. elegans kann von allen anderen Vertretern der Gattung bis auf C. versicolor, C. bertae und C. leetzi durch das Vorhandensein einer paraembolischen Apophyse differenziert werden. Von den Männchen von C. versicolor und C. bertae unterscheidet sich das Männchen von C. elegans durch die Streifung an der Dorsalseite des Opisthosomas und von dem von C. leetzi durch einen gut entwickelten prolateralen oberen Kiel und das Fehlen eines dunklen Längsbandes am Bauch.

## Vorkommen

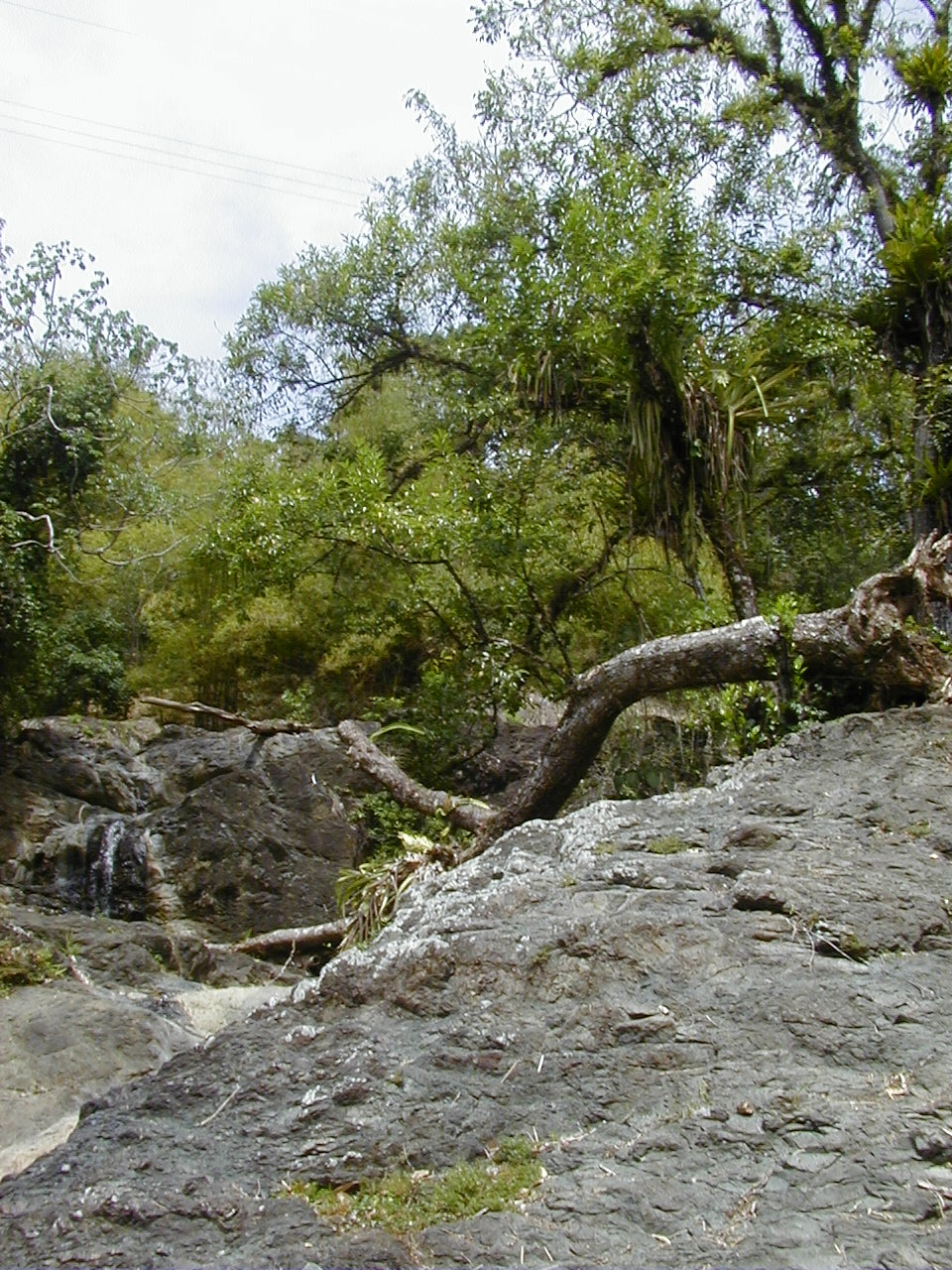
Regenwald auf Tobago, einer der Lebensräume von C. elegans.

Cyriocosmus elegans ist in Venezuela und auf den Westindischen Inseln heimisch. Dort bewohnt sie die tropischen Regenwälder und hält sich bevorzugt unter Steinen, Laub oder im Unterholz auf.

### Bedrohung und Schutz
Cyriocosmus elegans ist in ihrem Lebensraum häufig anzutreffen und nicht bedroht. Von der IUCN wird der Bestand nicht gewertet. Mögliche Faktoren, die die Populationen gefährden könnten, wären der weltweite Export der Art für den Bedarf in der Terraristik und der Rückgang ihrer Lebensräume.

## Lebensweise
Cyriocosmus elegans zählt zu den bodenbewohnenden Vogelspinnen und ist wie alle Arten dieser Familie vorwiegend nachtaktiv. Besonders in der Dämmerung ist sie am häufigsten außerhalb ihres Unterschlupfes anzutreffen. Die Art legt wie viele andere terrestrisch lebende Vogelspinnen selbstgegrabene Wohnröhren an, die mit Spinnenseide ausgekleidet werden und hier bis zu 30 cm in die Tiefe reichen können. Wie alle Vogelspinnen jagt auch Cyriocosmus elegans als Lauerjäger und erbeutet andere Wirbellose, die die Beinspannweite der Spinne nicht überschreiten.
Cyriocosmus elegans ist wenig aggressiv und versucht bei Störungen meist zu fliehen, anstelle sich mit einem Biss oder ihren Brennhaaren zu verteidigen. Die innerartliche Aggressivität der Art ist ebenfalls viel schwächer ausgeprägt als bei anderen Vogelspinnen, wodurch es zu Bildungen von Gruppen kommen kann. Da es dann aber nicht zu Interaktionen zwischen den Individuen kommt, wird sie trotzdem nicht zu den sozialen Spinnen gezählt.

### Fortpflanzung

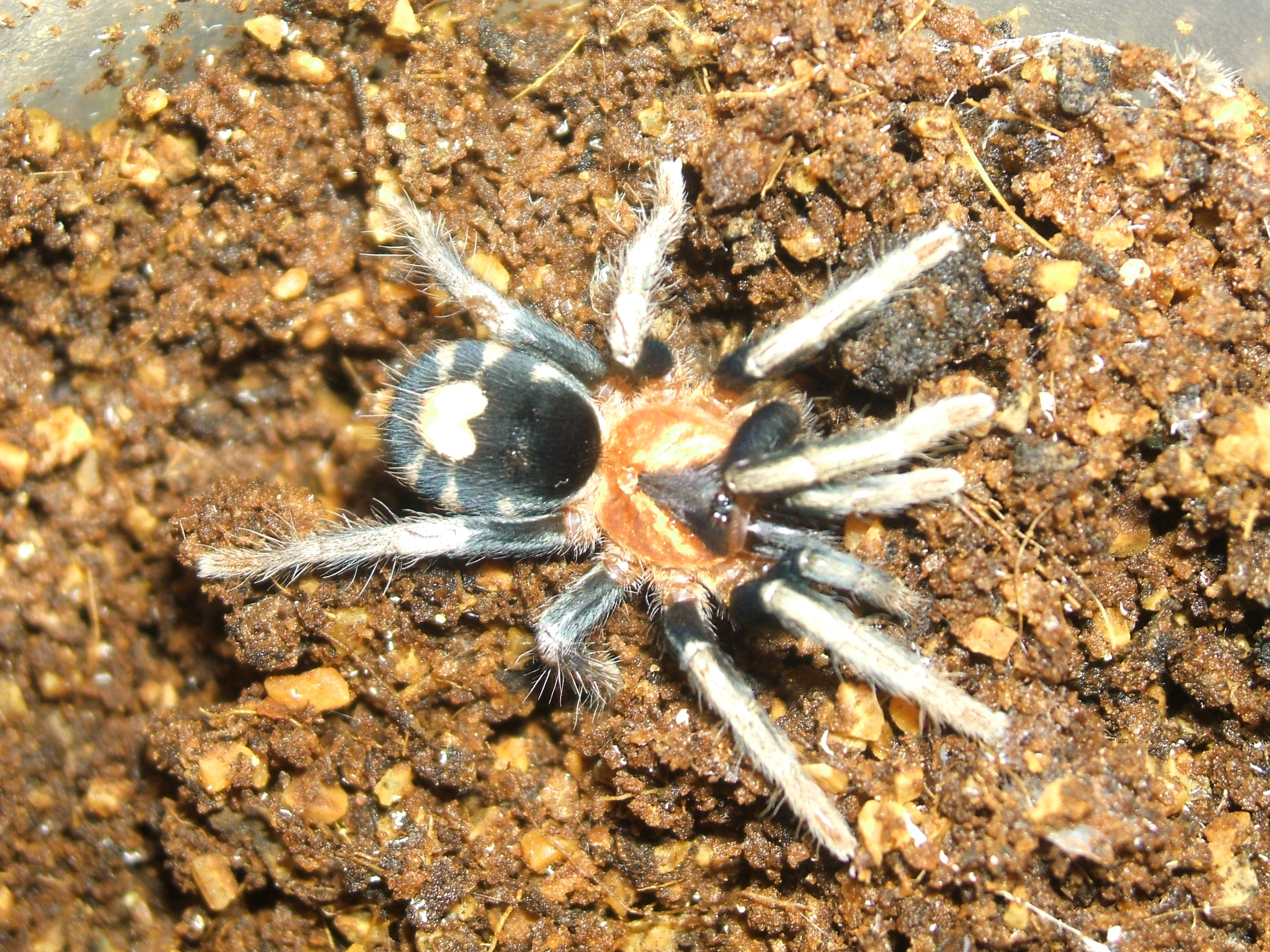
Jungtier bisher unbestimmbaren Geschlechts

Die Paarung von Cyriocosmus elegans findet in der Trockenzeit statt. Das Fortpflanzungsverhalten der Art gleicht weitestgehend dem anderer Vogelspinnen. Zur Balz trommelt das Männchen mit den Pedipalpen (bei Spinnentieren umgewandelte Extremitäten im Kopfbereich) auf den Untergrund vor dem Wohngespinst eines Weibchens. Ist dieses paarungswillig, trommelt es entsprechend zurück. Während der Paarung hält das Männchen mit seinen Tibialapophysen die Cheliceren des Weibchens und überträgt nun sein Sperma von seinen Bulbi (männliche Geschlechtsorgane) in die Epigyne (weibliches Geschlechtsorgan). Einige Zeit nach der Paarung fertigt das Weibchen einen Eikokon, der 50 bis 70 befruchtete Eier enthält. Nach einiger Zeit schlüpfen die Jungtiere, die dann etwa eine Beinspannweite von wenigen Millimetern aufweisen. Die Jungspinnen wachsen über mehrere Häutungen innerhalb eines Zeitraums von 10 Monaten bis zu einem ganzen Jahr heran. Die gesamte Lebensdauer von Cyriocosmus elegans beträgt fünf bis sieben Jahre.

## Terraristik
Cyriocosmus elegans wird, wie viele Vogelspinnen, oft als Heimtier in der Terraristik gehalten. Dies liegt unter anderem an ihrer Robustheit und Pflegeleichtigkeit. Außerdem braucht die Art aufgrund ihrer geringen Körpergröße nur eine kleinere Behausung als andere Vogelspinnen und darüber hinaus wird auch die geringe Aggressivität als Vorteil in der Haltung gesehen. Allerdings sollte man beachten, dass die Tiere zwar nicht aggressiv, aber dafür bei Störungen scheu reagieren und oftmals sofort die Flucht ergreifen. Auch sollte bedacht werden, dass die nachtaktive Spinne am Tag selten außerhalb ihres Unterschlupfs zu sehen ist.

## Systematik
Eugène Simon beschrieb die Art 1889 als Hapalopus elegans, ordnete sie aber 1903 in die Gattung Cyriocosmus ein. Die Gattungskombination Cyriocosmus elegans wurde ab 1945 allmählich und seit 1973 unter Rita Delia Schiapelli und Berta S. Gerschman de Pikelin ausschließlich verwendet. Synonyme der Art sind:
- Erythropoicila plana Fischel, 1927
- Chaetorrhombus semifasciatus Bücherl, Timotheo & Lucas, 1971